# TrueCrypt
TrueCrypt es una aplicación informática freeware discontinuada que sirve para cifrar y ocultar datos que el usuario considere reservados empleando para ello diferentes algoritmos de cifrado como AES, Serpent y Twofish o una combinación de los mismos. Permite crear un volumen virtual cifrado en un archivo de forma rápida y transparente o cifrar una partición o una unidad extraíble entera.
Existen versiones para sistemas operativos MacOS, Linux, MorphOS (bajo el nombre Kryptos) y la mayoría de los sistemas Microsoft Windows. TrueCrypt se distribuye gratuitamente y su código fuente está disponible, aunque bajo una licencia restrictiva.
La última versión completa es la 7.1a, publicada el 7 de febrero de 2012. El 28 de mayo de 2014, el sitio oficial de TrueCrypt anunció que el proyecto dejaría de desarrollarse y que el programa podría contener fallos de seguridad, por lo que recomendaba buscar soluciones alternativas. Ese mismo día se publicó la versión 7.2, la cual solo sirve para descifrar archivos cifrados con versiones anteriores, pero carece de funciones para realizar cifrado y no se corregirán posibles errores o problemas de seguridad que tenga.
Tras el abandono por parte de sus creadores se creó VeraCrypt la cual es una bifurcación del proyecto TrueCrypt que sigue activa.

## Anuncio del final de soporte
El 28 de mayo de 2014, el sitio oficial de TrueCrypt, comenzó a redirigir el tráfico hacia el dominio de SourceForge, mostrando un mensaje en el cual supuestamente el software cuenta con fallos de seguridad y mencionando que el desarrollo del software terminó en mayo del 2014. En tal página también dan un ejemplo para usar BitLocker Drive Encryption en Windows 8 y la utilidad de discos de Mac OS X.

## Operación

### Cifrado de volumen
Lo que hace TrueCrypt es crear un "volumen secreto", que consiste en un archivo que puede tener cualquier nombre y que TrueCrypt puede montar como una unidad de disco, con su identificación respectiva, según el sistema operativo utilizado. El contenido de ese archivo tiene su propio sistema de archivos y todo lo necesario para operar como una unidad común de almacenamiento. Lo que se grabe en esa unidad virtual se cifra usando la tecnología y potencia de cifrado que el usuario elija. Cuando se "monta" la unidad a través de TrueCrypt, se pide la contraseña que el usuario escogió al momento de crear este archivo secreto.

### Keyfiles
En teoría, la contraseña sería el punto débil del sistema, ya que los usuarios rara vez escogen una contraseña compleja y se contentan con palabras de asociación familiar. Debido a esto, además de la contraseña está la opción de usar un keyfile, es decir seleccionar uno de los miles de archivos que hay en el equipo como segunda contraseña. Si archivo y password coinciden, 
el volumen se monta y queda disponible como una unidad de disco estándar. 
Es importante tener presente que este archivo debe ser inmutable. Si su contenido cambia, TrueCrypt no lo reconocerá como el "archivo llave" correcto y negará el acceso al volumen cifrado. Es recomendable, por ello, usar algún archivo que eventualmente se pueda recuperar de otra fuente, como Internet. Una imagen o un archivo de música serían muy aptos. También se le puede pedir a TrueCrypt que genere un keyfile ad hoc, pero ese tiene el inconveniente de que es único. Si se malogra y no hay copia, no será posible recuperar el archivo cifrado.

### Opciones de almacenamiento
Es posible también grabar un respaldo del archivo (volumen) cifrado en otra parte, por ejemplo en un CD y dejarlo en algún lugar seguro. Aunque se destruya el computador original o sea robado, el archivo del disco de respaldo se puede montar perfectamente en otro equipo que tenga TrueCrypt conociendo la contraseña y el archivo secreto que sirve como Keyfile, si es que se escogió esta modalidad. También es posible crear un "volumen movible" con todo lo necesario en el mismo disco de respaldo para no perder tiempo en caso de emergencia.
El tamaño del archivo cifrado es definible por el usuario. En último caso se puede seccionar con algún programa archivador si es necesario.
El volumen una vez montado, puede desmontarse automáticamente según parámetros que elija el usuario. Por defecto se desmonta al cerrar la sesión de trabajo (logout) en el equipo, pero es posible que se desmonte también al activarse el salvapantallas, por ejemplo, si se requiere una alta seguridad.
Este volumen puede pasar totalmente inadvertido, ya que puede tener el nombre de un archivo común y que no llame la atención, por ejemplo "discurso.avi" o "dump1.dat" o lo que se estime adecuado - pero todavía se pueden detectar con "TCHunt".

### Algoritmos de cifrado
TrueCrypt soporta los algoritmos de cifrado AES, Serpent y Twofish.
Adicionalmente soporta distintas combinaciones de los algoritmos mencionados anteriormente: 
- AES-Twofish
- AES-Twofish-Serpent
- Serpent-AES
- Serpent-Twofish-AES
- Twofish-Serpent.

### Algoritmos de hash
TrueCrypt soporta RIPEMD-160, SHA-512 y WHIRLPOOL algoritmos de hash

### Niveles posibles de denegación
Es imposible identificar un volumen TrueCrypt hasta que este sea descifrado. 
Para descifrarlo, se precisa acceder a la contraseña correspondiente al volumen.
TrueCrypt soporta dos tipos posibles de denegación, en caso de que se fuerce la revelación de la contraseña.
- Volúmenes ocultos (se tiene un volumen TrueCrypt dentro de otro volumen TrueCrypt)
- Sistema operativo oculto.

Sin embargo, a pesar de ello aún es posible determinar los volúmenes de TrueCrypt utilizando "TCHunt"

## Licencia
La TrueCrypt Collective License no cumple con los requisitos de la Definición de Open Source, y por tanto no ha sido aprobada por la Open Source Initiative. Todas las distribuciones importantes de GNU/Linux (Debian, Ubuntu, Fedora, openSUSE, Gentoo) la consideran una licencia privativa. El proyecto Fedora explica lo siguiente:

El programa TrueCrypt se encuentra bajo una licencia muy pobre, que no solo no es libre, sino que es activamente peligrosa para los usuarios finales que la acepten, haciéndoles susceptibles a posibles acciones legales incluso si cumplen todos los términos de la licencia.  Fedora ha hecho grandes esfuerzos para intentar trabajar con los desarrolladores de TrueCrypt para solucionar estos errores de su licencia, pero no ha tenido éxito.

## Problemas de seguridad
TrueCrypt es vulnerable a varios ataques conocidos que también están presentes en otras versiones de software de cifrado de disco como BitLocker. Para evitarlos, la documentación distribuida con TrueCrypt requiere que los usuarios sigan varias precauciones de seguridad. Algunos de esos ataques son los siguientes:

#### Claves de cifrado almacenadas en la memoria
TrueCrypt almacena sus claves en RAM; en un ordenador personal, la DRAM mantendrá su contenido durante varios segundos después de que se corte la energía o si baja la temperatura. Incluso si hay alguna degradación en el contenido de la memoria, varios algoritmos pueden recuperar las claves de forma inteligente. Este método es conocido como ataque de arranque en frío, que se aplicaría a un ordenador portátil obtenido en modo encendido, suspendido o con pantalla bloqueada, se ha utilizado con éxito para atacar un sistema de archivos protegido por TrueCrypt. 

#### Software malicioso
La documentación de TrueCrypt establece que no puede proteger los datos en un ordenador si tiene algún tipo de malware instalado. El malware puede registrar las pulsaciones de teclas, exponiendo así las contraseñas a un atacante. Además es posible que se intente utilizar el nombre de TrueCrypt para instalarse malware, ya sea mediante versiones en las que se incluya algún tipo de mal código, como mediante aplicaciones falsas. Al menos dos características pueden hacerlo sospechoso: la ausencia de un encabezado de archivo y que su tamaño sea múltiplo de 512.

#### Seguridad física
La documentación de TrueCrypt establece que no puede proteger los datos en un ordenador si un atacante ha accedido físicamente a ellos y el usuario vuelve a utilizar TrueCrypt en el ordenador comprometido, no aplicándose en aquellos casos de robo, pérdida o que haya sido confiscado. El atacante que tenga acceso físico puede, instalar un registrador de teclas de hardware/software, un dispositivo de control de bus que capture memoria o, instalar cualquier otro hardware o software malicioso, lo que le permite al atacante capturar datos no cifrados (incluido el cifrado claves y contraseñas), o para descifrar datos cifrados utilizando contraseñas capturadas o claves de cifrado. Por lo tanto, la seguridad física es una premisa básica de un sistema seguro.

#### El kit de arranque "Stoned"
Se ha demostrado que el bootkit "Stoned", un rootkit MBR presentado por el desarrollador de software austriaco Peter Kleissner en la Black Hat Technical Security Conference USA 2009, es capaz de manipular el MBR de TrueCrypt, eludiendo el cifrado de volumen completo de TrueCrypt. Todos los software de cifrado de disco duro se ven afectados potencialmente por este tipo de ataque, si el software de cifrado no se basa en tecnologías de cifrado basadas en hardware como TPM, o si el ataque se realiza con privilegios administrativos mientras se ejecuta el sistema operativo cifrado. 
Existen dos tipos de escenarios de ataque en los que es posible aprovecharse maliciosamente de este bootkit: en el primero, se requiere que el usuario inicie el bootkit con privilegios administrativos una vez que la PC ya haya iniciado Windows; en el segundo, de manera análoga a los keyloggers de hardware, una persona malintencionada necesita acceso físico al disco duro cifrado con TrueCrypt del usuario: en este contexto, esto es necesario para modificar el MBR TrueCrypt del usuario con el del kit de arranque Stoned y luego volver a colocar el disco duro en la PC del usuario que no lo sabe, de modo que cuando el usuario inicia la PC y escribe su contraseña de TrueCrypt en el inicio, el kit de inicio "Stoned" la intercepta a partir de ese momento porque, a partir de ese momento, el kit de inicio Stoned se carga antes que el MBR de TrueCrypt en el inicio. 

#### Módulo de plataforma confiable
La sección de preguntas frecuentes del sitio web de TrueCrypt establece que no se puede confiar en el Módulo de plataforma segura (TPM) para la seguridad, porque si el atacante tiene acceso físico o administrativo al ordenador y se usa después, el ordenador podría haber sido modificado por el atacante. Como un registrador de pulsaciones de teclas de hardware, podría haberse utilizado para capturar la contraseña u otra información confidencial. Dado que el TPM no evita que un atacante modifique maliciosamente el ordenador, TrueCrypt no admitirá el TPM.

## Casos legales

#### Caso 1: Operación Satyagraha
En julio de 2008, varios discos duros protegidos con TrueCrypt fueron confiscados al banquero brasileño Daniel Dantas, sospechoso por delitos financieros. El Instituto Nacional Brasileño de Criminología (INC) intentó sin éxito durante cinco meses obtener acceso a sus archivos en los discos protegidos por TrueCrypt. Pidieron la ayuda del FBI, que utilizó ataques de diccionario contra los discos de Dantas durante más de 12 meses, pero aun así no pudieron descifrarlos.

#### Caso 2: James DeSilva
En febrero de 2014, un empleado del departamento de TI del Departamento de Bienes Raíces de Arizona, James DeSilva, fue arrestado por cargos de explotación sexual de un menor mediante el intercambio de imágenes explícitas a través de Internet. Su ordenador, encriptado con TrueCrypt, fue incautado y DeSilva se negó a revelar la contraseña. Los detectives forenses de la Oficina del Sheriff del condado de Maricopa no pudieron acceder a sus archivos almacenados.

#### Caso 3: Lauri Love
En octubre de 2013, el activista británico-finlandés Lauri Love fue arrestado por la Agencia Nacional contra el Crimen (NCA) acusado de hackear un ordenador de un departamento de EE. UU. Y un cargo de conspiración para hacer lo mismo. El gobierno confiscó todos sus dispositivos electrónicos y le exigió que les proporcionara las claves necesarias para descifrar los dispositivos. Este se negó. El 10 de mayo de 2016, un juez de distrito de primera instancia rechazó una solicitud de la NCA de que se obligara a Love a entregar sus claves de cifrado o contraseñas a archivos TrueCrypt en una tarjeta SD y discos duros que se encontraban entre las propiedades confiscadas.

#### Caso 4: José Manuel Villarejo
José Manuel Villarejo, excomisario del Cuerpo Nacional de Policía de España y empresario, ha sido acusado de organización criminal, cohecho y blanqueo de capitales. Estuvo desde el 3 de noviembre de 2017 hasta el 3 de marzo de 2021 en prisión provisional sin fianza. Según estiman las fuentes, acumuló un patrimonio de más de 20 millones de euros en España.
El excomisario del CPN, Villarejo mantenía en su poder discos duros y pendrives USB con una capacidad total de 32 TB cifrados con TrueCrypt. En ellos el acusado de organización criminal, según sus palabras, guardaba información sensible de sus negocios y comunicaciones. Eso hizo que el juez del caso recurriera al CNI para tratar de romper ese cifrado y acceder a la información. Sin embargo los intentos del CNI fracasaron a la hora de desvelar lo que esconden los 14 discos duros y 47 pendrives USB con los datos.